# Pascal D'Angelo
Pascal D'Angelo, nome d'arte di Pasquale D'Angelo, (Introdacqua, 19 gennaio 1894 – Brooklyn, 13 marzo 1932), è stato un poeta italiano. 
È vissuto negli USA ed ha pubblicato poesie sulle più prestigiose riviste letterarie statunitensi e la sua autobiografia Son of Italy: il racconto autobiografico della sua miserevole vita infantile in Italia, della sua condizione di pick and shovel men (uomo del piccone e della pala) negli Stati Uniti e del suo desiderio di essere poeta.

## Biografia
Nacque a Introdacqua, in provincia dell'Aquila, nella frazioncina di Cauze e frequentò con discontinuità una scuola elementare di campagna ad Introdacqua aiutando contemporaneamente la famiglia nei lavori agricoli.
Nel 1910, insieme al padre, emigrò negli Stati Uniti d'America lavorando come manovale nei cantieri degli stati del nord-est statunitense.
Nel 1915 il padre, disilluso dalla realtà americana, ritornò in Italia, ma Pasquale decise di rimanere: “in questa sconfinata nazione … da qualche parte avrei trovato la luce”.
Nel 1918 si stabilì a New York lavorando come manovale in uno scalo ferroviario. Nel frattempo decide di studiare la lingua inglese e assistendo ad una rappresentazione dell'Aida maturò l'amore per la musica. Frequentando la Public Library di New York e leggendo la letteratura inglese conobbe il romanticismo di Shelley e di John Keats.
Nel 1920 iniziò a scrivere versi nella sua misera stanzetta di Brooklyn e l'anno seguente iniziò a girare per le redazioni dei giornali e nelle case editrici per pubblicare le sue poesie ricevendo però solo dei rifiuti. Partecipò al concorso di poesia indetto dal giornale "The Nation" diretto da Carl Van Doren, uno dei più autorevoli critici letterari statunitensi. Non ricevendo risposta alla sua partecipazione, spedì una lettera di presentazione all'editore.
Nel gennaio 1922 Van Doren, dopo aver letto la lettera di D'Angelo incontrò il giovane poeta abruzzese di cui fece pubblicare le poesie sui maggiori giornali americani. Pascal D'Angelo divenne un caso letterario, pubblicò poesie, in inglese, italiano e francese in riviste letterarie statunitensi e giornali italoamericani.
Nel 1924 la casa editrice MacMillan di New York, pubblicò la sua autobiografia Son of Italy, con prefazione di Carl Van Doren. Questo fu il culmine della sua carriera di scrittore e di poeta. Il libro fu considerato il libro dell'anno, ma l'idealista Pascal, the pick and shovel poet, rimase schivo e anticonformista rifiutando gli incontri pubblici e ritenendo banale autografare i volumi durante le presentazioni. Visse nella sobrietà e con il suo lavoro manuale.
Nell'anno seguente i giornali americani ed europei si interessarono a lui e gli dedicarono molti servizi ed interviste ma egli continuò a vivere a Brooklyn dove lavora come laborer e nei momenti liberi frequentava la Public Library.
Nel periodo 1926-1931, deluso da varie vicende umane, non pubblicò più le sue poesie, occupando la maggior parte della giornata nello studio della poesia e delle lingue (italiano, francese, inglese, spagnolo, ma anche cinese e polacco). Frequentava le biblioteche pubbliche, studiava con i ragazzi e si dedicava con passione al gioco degli scacchi, partecipando a numerosi tornei di scacchi e dama. Pascal elaborò una teoria del tutto personale: lavorare solo un paio di ore al giorno, per ottenere il necessario con cui vivere. In realtà, rifuggendo un impiego fisso, svolse svariate mansioni, tra cui il sondaggista ed il collaboratore di un fruttivendolo, dal quale riceve come compenso prodotti alimentari, anziché denaro verso il quale aveva una vera e propria repulsione. Negli ultimi tempi la sua passione per gli scacchi, lo portò alla stesura di un manuale mai pubblicato e andato disperso.
Il 13 marzo 1932 morì al "Kings County Hospital" di Brooklyn per una occlusione intestinale, epilogo di una breve sofferenza. Ma fu soprattutto l'imperizia e l'incuranza di un giovane medico a decidere la fine del pick and shovel poet.
Amici ed ammiratori pagarono il suo funerale e la sua sepoltura, e fondarono la D'Angelo Society, che per vari anni conferì la Medaglia D'Angelo per la migliore poesia scritta da giovani americani.
Ad Introdacqua esiste la Fondazione Pascal D'Angelo che studia la figura di Pascal D'Angelo, "poeta del piccone e della pala", ed il fenomeno della migrazione umana con un centro studi, una biblioteca ed un archivio; nel 2017 ha organizzato un grande Mostra Biografica e Bibliografica su Pascal D'Angelo con pannelli, cimeli del poeta ed esponendo oltre 200 libri di e su Pascal D'Angelo. 
L'Amministrazione Comunale di Introdacqua aveva costituito un Museo Regionale dell'Emigrazione intitolato a Pascal D'Angelo. 
A Mercato San Severino ha sede il Centro Studi per la letteratura d'emigrazione "Pascal D'Angelo", collegato alla Casa Editrice il Grappolo. 
Nel 2017 lo scrittore Luigi Fontanella ha scritto il romanzo 'Il dio di New York' sulla vicenda umana e letteraria di Pascal D'Angelo. 

## Opere
- Son of Italy, New York, MacMillan, 1924. (in inglese)
- Son of Italy, Arno press, 1975. (In inglese)
- Poesie, Sassari, 1989.
- Son of Italy, Mercato San Severino, Il Grappolo, 1999. (in italiano)
- Canti di luce, Mercato San Severino, Il Grappolo, 2001
- Son of Italy, Torre de Nolfi, Qualevita, 2003,(in italiano)
- Son of italy, Toronto, Guernica, 2003, (in inglese)
- Dormire tutti in un unico letto, Introdacqua, D'Angelo's House, 2015.
- Son of Italy, Roma, readerforblind edizioni 2023.
- Poesie, Capistrello (AQ), Radici Edizioni, 2024.

### Documentari
- Nel 2003 è uscito il documentario di Stefano Falco Pascal D'Angelo, il poeta del piccone e della pala.